# سد وادي الأحسبة
سدّ الأحسبة، يقع في الباحة، جنوب المملكة العربية السعودية، وهو سد ترابي مخصص للشرب. ويقع خلف جسم السد عدد (١٥) بئرًا يدويًا، وُيعد مصدر الشرب الرئيسي لمحافظتي المخواة وغامد الزناد.

## تاريخ الإنشاء
تم إنشاء السد في عام 1433هـ.

## طول وارتفاع السد
يبلغ طول السد 895 مترًا، ويبلغ ارتفاعه 22 مترًا.

## السعة التخزينية للسد
تقدر سعته التخزينية بـ 11 مليون متر مكعب.